# 埃斯拉河

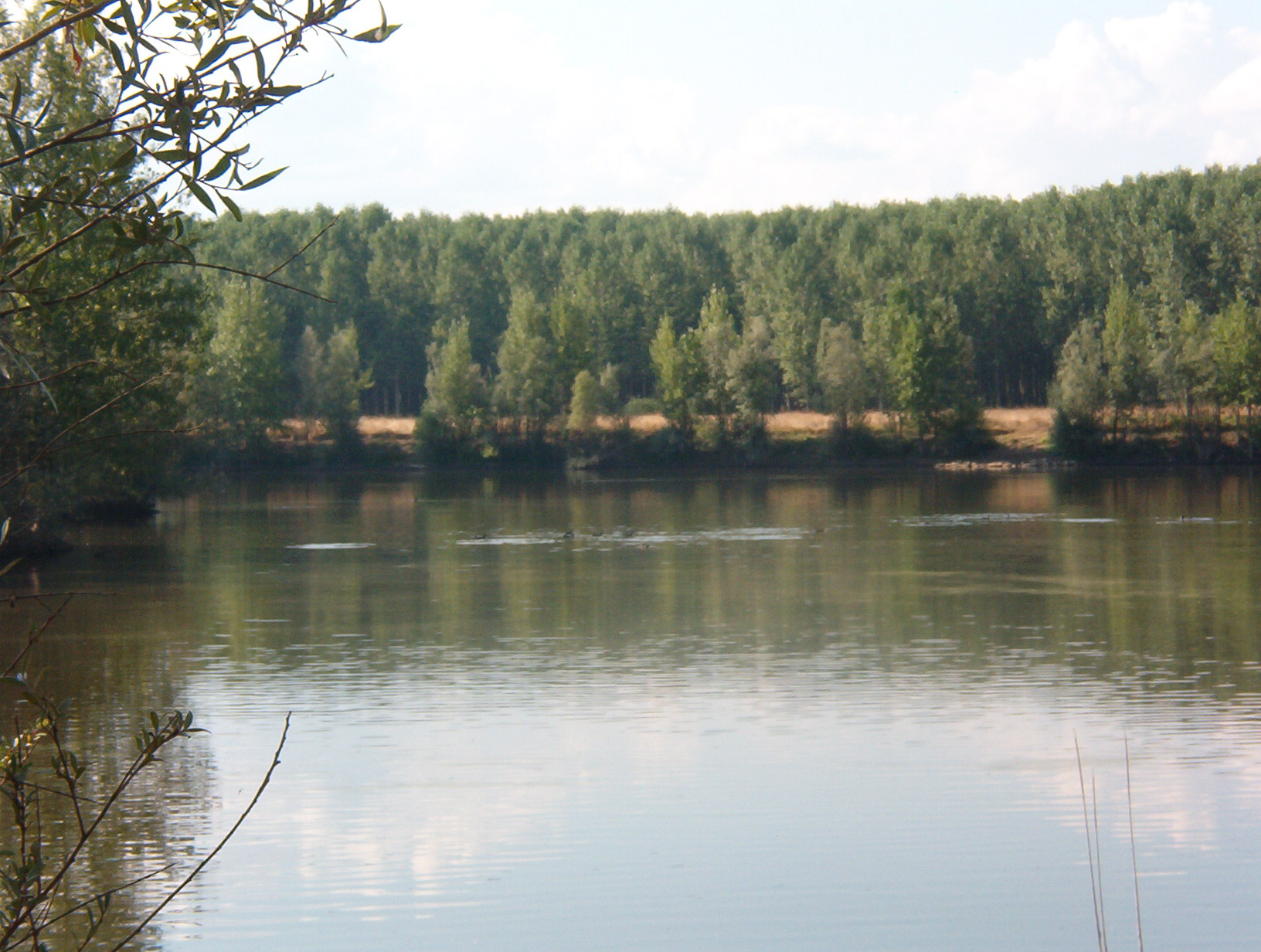
埃斯拉河

埃斯拉河（西班牙語：Río Esla）是西班牙的河流，屬於斗羅河的右支流，發源自坎塔布連山脈，河道全長285公里，流域面積16,163平方公里，平均流量每秒5,265.8立方米。
41°35′29.33″N 5°58′46.12″W / 41.5914806°N 5.9794778°W